# لب كلوي
اللب الكلوي هو انسجة داخلية في الكلية التي تحدث فيها تنقية الدم من الفضلات النيتروجنية (تكوين البول) يرشح يوميا 200 لتر تقريبا من السائل الراشح في الوحدات الانبوبية الكلوي (اللب الكلوي).

## تكوين الوحدات الانبوبية الكلوية
تحتوي كل كلية في جسم الإنسان على مليون وحدة انبوبية في اللب الكلوي
1-محفظة بومان
2-الأنبوبة الملتوية القريبة
3-التواء هنلي
4-الأنبوبة الملتوية البعيدة
5-القناة الجامعة
6-سائل بين خلوي

وظائف الوحدات الانبوبية الداخلية(اللب الدخلي)
1-تكوين البول:يتكون البول باربع عمليات هي
ا-الارتشاح: يصل الدم عن طريق الشرين الواردإلى كبة الوحدة الأنبوبية الكلوية فترشح مكونات البلازما، ما عدا جزيئات البروتينات، يسمى السائل الذي رشح إلى محفظة بومان سائلا راشحا(glomerular filtrate)وينتقل ما تبقى من الدم في الشرين الصادر ثم في الشعيرات الدموية التي تحيط بالانبوبتين الملتويتين القريبة والبعيدة وبالتواء هنلي تتم عملية الارتشاح بفاعلية كبيرة لاسباب عدة منها
وصول الدم إلى الكبة تحت ضغط عال هو الضغط الشرياني 
ورقة جدران الشعيرات الدموية في الكبة ونفاذيتها 
مرور الدم ببطء في الكبة ولان الشرين الصادر منها اضيق من الشرين الوارد إليها
ب-إعادة الامتصاص reabsorption :يعاد امتصاص 99% من السائل الراشح إلى الدم عبر جدران الانبوبة الملتوية القريبة والتواء هنلي والانبوبة الملتوية البعيدة والقناة الجامعة اما نسبة 1%المتبقية فتخرج على شكل بول وتعد عملية الامتصاص من العمليات المهمة إذ لولاها لاضطر الإنسان إلى شرب كميات كبيرة من الماء لتعويض ما يفقده عن طريق عملية الارتشاح والا فان خلايا جسم الإنسان ستجف ويتعرض لخطر الموت
ج-الإفراز الانبوبي tubular secretion تفرز المواد الإخراجية التي لم يتم ارتشاحها مثل نواتج أيض العقاقير وايونات الهيدروجين من شبكة الاوعية الدموية المحيطة بالانبوبة الملتوية البعيدة لتضاف إلى السائل الراشح بغير عملية الارتشاح
د-تركيز البول يسهم التواء هنلي في تركيز البول بدرجة كبيرة وذلك بسبب ارتفاع تركيز المواد في السائل بين خلوي المحيط بالتواء هنلي وهذا يؤدي إلى انتقال الماء من التواء هنلي إلى السائل بين خلوي، فيزيد بذالك تركيز الول
2-افراز الهرمونات 
ا-الهرمون المانع لإدرار البول(ADH)
ب-هرمون الدوستيرون
ج-العامل الاذيني المدر للصوديوم

## صور إضافية

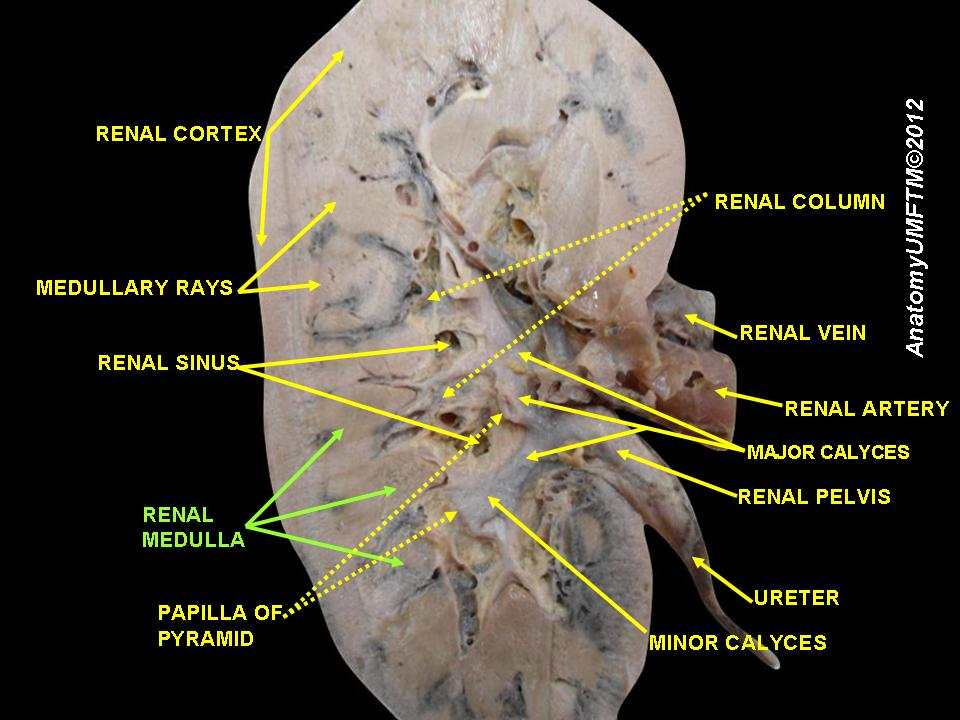
لب الكلية
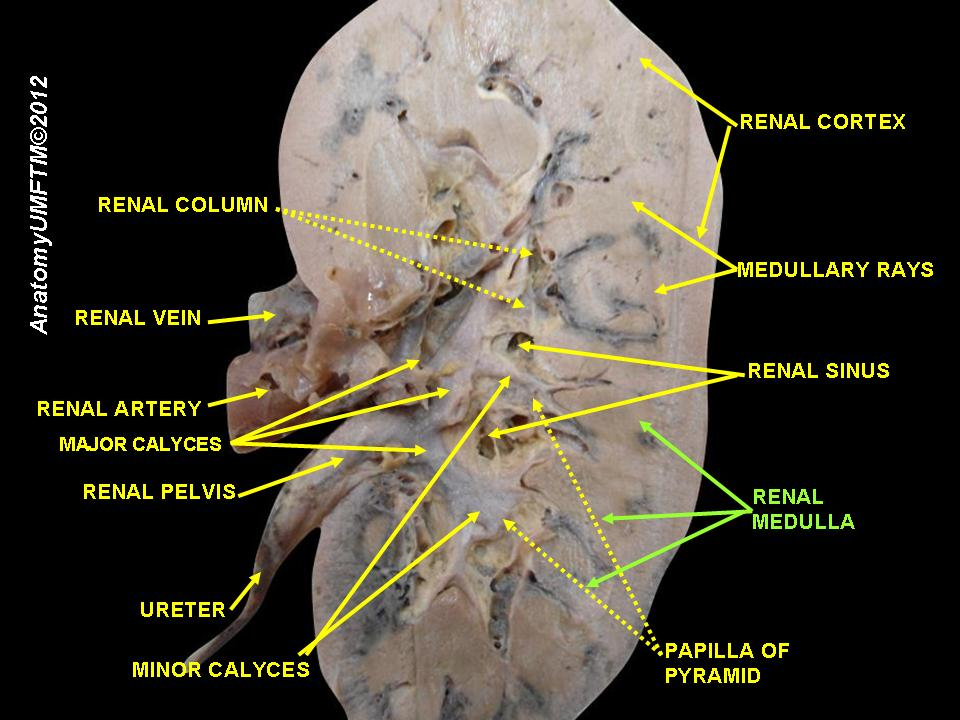
لب الكلية